# Ylä-Tervajärvi
Ylä-Tervajärvi eller Tervajärvi är en sjö i Finland. Den ligger i kommunen Hyrynsalmi i landskapet Kajanaland, i den centrala delen av landet, 500 km norr om huvudstaden Helsingfors. Ylä-Tervajärvi ligger 170,6 meter över havet. Den är 18,4 meter djup. Arean är 1,32 kvadratkilometer och strandlinjen är 7,73 kilometer lång. Sjön  ingår i Uleälvens huvudavrinningsområde. 